# Abarema killipii
Espèce
Statut de conservation UICN

 VU (needs udating) D2 : Vulnérable
Abarema killipii est une espèce de plantes à fleurs  du genre Abarema de la famille des Fabacées présente en Colombie et en Équateur.
Selon Plants of the World Online, c'est un synonyme de Punjuba killipii. Selon ce site, c'est un arbre qui pousse en milieu tropical humide. Il sert de nourriture aux populations locales.